# Старовойт Андрій Петрович
Старовойт Андрій Петрович (Ши Яньу, кит. 释延吾, пін. Shì Yánwú; нар. 20 листопада 1972, Київ) — засновник першого українського виду спорту — фрі-файту, президент Міжнародної та Всеукраїнської федерацій «Фрі-файту», майстер тайцзіцюань і традиційного шаоліньського кунгфу. Голова Правління багатогалузевого об'єднання «Пересвіт», президент спортклубу «Пересвіт», засновник та Вчитель школи бойових мистецтв «Пересвіт», є ідейним лідером «Політичного об'єднання „Пряма дія“».

## Загальні відомості
Андрій Петрович Старовойт є творцем українського виду єдиноборств — «фрі-файт» (англ. free fight — вільний бій). У 2001 році під його керівництвом створена Міжнародна федерація бойових мистецтв «Фрі-файт». У 2004 році заснована Всеукраїнська федерація фрі-файту та контактних єдиноборств. Сьогодні Федерації успішно проводять турніри з фрі-файту в Україні та за кордоном.
З 1998 року Андрій Старовойт регулярно відвідує відомий своєю школою бойових мистецтв монастир Шаолінь у Китаї. Під керівництвом останнього настоятеля Шаоліня з бойових мистецтв Юй Куа Чена Андрій Петрович засвоїв стародавні практики цигун, а також став послідовником давньої класичної традиції тайцзіцюань.

## Біографія
Народився (20 листопада 1972 р.) і виріс у селищі Коцюбинське Київської області в сім'ї робітників. Батько — Старовойт Петро Федорович, мати — Старовойт Галина Григорівна.
У 1989 році закінчив середню школу.
1989—1990 рр. — Київська Театр-студія естрадних мініатюр (актор-стажер).
У 1993 році закінчив Київське естрадно-циркове училище за спеціальністю «артист цирку спортивно-акробатичного жанру».
Після отриманої травми не зміг продовжити кар'єру циркового артиста. Розробив свою систему провадження охорони й у 1994 році створив охоронну фірму «Пересвіт».
Вивчив та досяг майстерності в різних стилях бойових мистецтв (карате, джиу-джитсу, тхеквондо, ушу), а також у боксі. Вивчаючи основні стилі єдиноборств, створив нову систему ведення бою — фрі-файт, поєднуючи найкращі прийоми і техніки, представленні в бойових традиціях світу.
У 1997 році відкрив спортивний клуб «Пересвіт».
У 1998 році вирушив до Китаю, де вивчав кунгфу і тайцзіцюань у монастирі Шаолінь.
У 2001 році реєструє Міжнародну федерацію бойових мистецтв «Фрі-файт» і починає систематичне проведення Міжнародних турнірів честі з фрі-файту в київському Палаці спорту.
У 2004 році реєструє Всеукраїнську федерацію фрі-файту та контактних єдиноборств. Цього ж року закінчив Національну академію державного управління при Президенті України, спеціальність «Філософія державного управління».
У 2006 році став почесним монахом храму Шаолінь.
У 2006 році учні і близьке оточення, базуючись на ідеології об'єднання «Пересвіт», головою якого також є Андрій Петрович Старовойт, створюють політичну партію «Пряма дія».
2008 рік — отримав звання майстра з шаолінського кунгфу, тайцзіцюань і уданського стилю («удан саньфен», 武当三丰).

## Спортивний клуб «Пересвіт»
Спортивний клуб «Пересвіт» було створено в 1997 році в селищі Коцюбинське Київської області. З часом клуб сформувався у Школу бойових мистецтв зі своїм інститутом наставництва.
У стінах Школи була створена система ведення бою фрі-файт, офіційно зареєстрована в Україні як вид спорту в 2004 році. На 2009 рік Всеукраїнська федерація фрі-файту та контактних єдиноборств зареєструвала 16 обласних організацій. Виховання спортсменів проводиться за спеціальною системою, що містить у собі як фізичний, так і патріотично-духовний компоненти.
Детальніше у статті Фрі-файт

## Ціґун
З 2002 року Андрій Старовойт практикує «Шаолінський ціґун», що включає два різновиди: ян-ціґун («оздоровчий») і інь-ціґун («жорсткий», бойовий ціґун). Техніки ян-ціґун виконуються у стані повного розслаблення, тоді як інь-ціґун включає специфічну роботу з диханням і його затримкою, а також концентрацію енергії та викиді її в певну точку.
Повне засвоєння технік «Шаоліньського ціґун» містить три ступені: на засвоєння першого з яких у середньому потрібно 8—10 років.

## Тайцзицюань
Андрій Петрович Старовойт є майстром тайцзіцюань, з 2009 року — носієм стародавньої традиції напівлегендарного даоса Чжан Саньфена. З 1998 року освоїв школи, що входять до класики тайцзіцюань: Ян, Чень, Чжаобао.
За легендою, стиль Чжан Саньфена уважається втраченим, однак цю систему все ж удалося зберегти. У світі нараховується 51 носій школи Чжан Саньфена, враховуючи А. П. Старовойта.[джерело?]
Уважається, що тільки «Чжан Саньфен» дає повне розуміння тайцзіцюань.

## Об'єднання «Пересвіт»
«Пересвіт» — багатогалузеве об'єднання, до якого входить ряд різноспрямованих підприємств і організацій, поєднаних загальною ідеєю. Ідеологія «Пересвіту» базується на двох основних поняттях: боротьбі з «рабством власного „Я“» і Трьох Цінностях.
Боротьба з «рабством власного „Я“» — це не тільки подолання слабкостей тіла і душі. Головна її мета — зміна світосприйняття, в якому основними орієнтирами стають Три Цінності — Батьки, Батьківщина, Вчитель.
Головна фігура вчення «Пересвіт» — образ легендарної історичної особистості, монаха-воїна Олександра Пересвіта, який надихнув своїх співвітчизників на перемогу на Куликовському полі.
До складу Об'єднання входить Міжнародна федерація бойових мистецтв «Фрі-файт», метою якої є розвиток фрі-файту як національного українського виду спорту.

## Політичне об'єднання «Пряма дія»
Політична партія «Політичне об'єднання „Пряма дія“» була зареєстрована в Україні наприкінці 2006 року для представлення в політиці ідеології об'єднання «Пересвіт» та втілення в життя нової політики, політики «прямої дії», в якій відповідальність за дії лежить безпосередньо на кожній людині, а не на «всіх разом». Ідейним засновником цієї партії став саме Андрій Старовойт.
Головна ідея «Прямої дії» — «боротьба з нечистю» — візуально відображена в символіці партії. Факел у формі лука з натягнутою тятивою символізує живий вогонь, який викриває навіть приховану «нечисть», а срібна стріла здатна поцілити прямо в серце «нечистій силі».
Програма політичної партії «Політичне об'єднання „Пряма дія“» була прийнята Установчим з'їздом 10 грудня 2005 року.

## Критика діяльності
За повідомленням інформаційних агентств, Андрій Старовойт, як людина Віктора Медведчука, разом з організацією «Пересвіт» незаконно отримав у приватну власність ділянку заповідного лісу для забудови під спортивний клуб «Пересвіт», який є філією московського відділення «Пересвет», за яким стоїть Федеральна служба безпеки РФ.[джерело?]
Організацію підозрюють у нерозкритих убивствах: охоронця Геннадія Кернеса, Олександра Барбаряна, Павла Пупкова та багатьох інших людей; організація брала активну участь на Майдані, один з підлеглих Андрія Старовойта керівник Яремчанського осередку фрі-файту Валерій Одайський відрубав голову на Майдані члену «Оплоту» для того, щоб зіштовхнути прихильників Євромайдану та цієї проросійської організації.[джерело?]
Націоналістичні сили на чолі з Сергієм Гусаком та вихованцем «Гатила» (Валерія Чоботаря) Георгієм Никифорцем називають федерацію фрі-файту сектою, а також стверджують, що засновник фрі-файту хворіє на манію величі, примушуючи багатьох учнів цілувати руки, а подекуди полові органи, та називати його Вчителем. Один із бійців федерації, який діяв наперекір Андрію Старовойту, Ігор Слюсарчук, після того як федерація «підняла» йому рейтинг Sherdog, щоб мати можливість виступати в російських організаціях, оскільки без рейтингу Fight Matrix це неможливо, по приїзду з РФ загадково помер від серцевого нападу.[джерело?]
Також Андрій Старовойт відомий своїми погрозами на адресу молодого менеджера та промоутера Степана Данищука, який добирав спаринг-партнерів відомим боксерам, таким як Майріс Брейдіс, після чого Андрій Старовойт разом з учнями погрожував розправою, як з Владом Вортоном, експромоутером Руслана Чагаєва та Костянтина Дзю, який також помер від серцевого нападу.